# Shuncheng
Shuncheng léase Shuén-Cheng (en chino simplificado, 顺城区;; pinyin, Shùnchéng qū lit: 'ciudad dócil') es un distrito urbano bajo la administración directa de la ciudad-prefectura de Fushun. Se ubica en la provincia de Liaoning, noreste de la República Popular China. Su área es de 347 km² y su población total para 2010 fue cercana a los 500 mil habitantes.

## Administración
Desde 2019, el distrito de Shuncheng se divide en 8 pueblos que se administran en 5 subdistritos, 1 poblado y 2 villas.

## Historia
Shuncheng representa el casco urbano antiguo de Fushun y es la sede de gobierno de la ciudad-prefectura. En 1953 la zona fue denominada Suburbios (郊区), en 1961 fue cambiado a Condado Fushun (抚顺县) y en 1988, el Consejo de Estado aprobó el cambio del nombre a Distrito de Shuncheng.
Antes de 1999, el distrito de Shuncheng estaba dominado por áreas rurales. Más tarde, el área se fue urbanizando rápidamente y superó el 1/2 millón de habitantes para 2014.  